# Lúdanyó meséi (Ravel)
A Lúdanyó meséi (franciául Ma mère l’Oye) Maurice Ravel francia zeneszerző műve. Eredetileg négykezes zongoradarabnak íródott, majd balett készült belőle. Manapság leggyakrabban a zenekarra hangszerelt szvitváltozatát játsszák. A darab ősbemutatója 1910-ben volt Párizsban.

## A mű születése
Ravel – a róla kialakult szigorú kép ellenére – vonzódott a mesék világához, a gyerekmesék elvarázsolt hangulatához. Gondoljunk Histoires Naturelles (Természetrajz) című dalciklusára (1906), amely az állatok nyelvén szólal meg, vagy a későbbi L’Enfant et les Sortilèges (A gyermek és a varázslat) című lírai fantáziájára. Ravel baráti köre, az „Apacsok”, gyakran a pártfogó házaspárnál, Ida és Cipa Godebskinél gyűlt össze, hogy a kor zenei-esztétikai kérdéseit megvitassák. Ravel gyakran eltűnt a társaságból, és a család két gyermeke, Jean és Mimie szobájában mesélt a gyerekeknek. Mimie később így beszélt erről: „Nagyon szerettem Ravelt. … Térdére ültetett, és nyomban elkezdte: Egyszer volt, hol nem volt… elmesélte Csúnyácskát, mesélt A szép leányról meg a szörnyről, főképp egy szegény egér kalandjairól – ezt számomra találta ki.” Innen jött az ötlet, hogy írjon egy mese-zenét, amihez végül Charles Perrault 1696-ban megjelent mesegyűjteménye adta a (nem kizárólagos) kiinduló alapot. A négykezes zongoradarabot 1908-ban írta, és azt tervezte, hogy a két Godebski gyerek fogja bemutatni. Ez azonban nem valósulhatott meg, mert a kislány nem vállalta (vagy nem tudta eljátszani) – Ravel és a szülők őszinte bánatára. Később, immár felnőttként, Mimie Godebski így nyilatkozott: „Sem a testvérem, sem én nem voltunk abban a korban, hogy értékelni tudtuk volna akár a művet, akár a bennünket ért megtiszteltetést. Borzasztóan nagy feladatnak tűnt számunkra Ravelnek az az óhaja, hogy a bemutató hangversenyen mi játsszuk el ciklusát. Ez a gondolat engem teljesen elbátortalanított.” Ravel ötlete annyiban mégis megvalósult, hogy a bemutatón két gyermek, egy hat- és egy hétéves kislány játszotta el a darabot.
A bemutató nagy sikerrel zajlott le, aminek hatására Ravel elhatározta a darab zenekarra való meghangszerelését, sőt a Théâtre des Arts igazgatója javaslatára balettet írt belőle. Ehhez a viszonylag rövid kamaradarabot ki kellett egészítenie egyéb tánctételekkel is. Az így félórássá bővült balettváltozat Csipkerózsika központi alakja köré szerveződött. Az 1912-es bemutatón Vaclav Nyizsinszkij, a kor legnagyobb táncosa szerepelt, aki még később is élete egyik legkedvesebb szerepének tartotta: „Ravel zenéjére táncolni felemelő érzés; ritkán érzem magam olyan otthonosan, mint ebben a szerepemben.”

## A zene
A zenekari változat a zongorás szvitre épül, és ez az öttételes változat a leggyakrabban hallható változat manapság. A művel kapcsolatban Roland-Manuel, Ravel életének és művészetének krónikása a következőt írta: „Ravel elvarázsolt világon uralkodik. Olyan világon, amelyet gyermekek, istenek, tündérek, gyengéd állatok, fantomok, lelketlen óriások és örökké járó órák népesítenek be.”
1. Pavane de la Belle au Bois dormant („Tánc Csipkerózsikáról”). A nyitótétel Csipkerózsika álmát idézi fel egy varázslatos, spanyol eredetű tánc, a pavane közvetítésével. A pavane lassú, méltóságteljes, páros ütemű tánc, ami már előfordult korábban is Ravelnél, a „Pavane egy infánsnő halálára” (Pavane pour une infante défunte) című kompozíciójában. Ez a tétel egy rövid, halk és finom témára épül, amolyan remek zenei miniatúra, gyönyörű álomzene.
2. Petit Poucet („Hüvelyk Matyi”). A kis mesehős szomorú bolyongását (akinek a leszórt kenyérmorzsáit felcsipegették a madarak, így nem találja a visszautat) a vonósok által megszólaltatott panaszos téma és az erre épülő fafúvók nyugodt dallam festi le. Megszólalnak persze a madarak is – hegedűn, fuvolán és pikolón. Messzibe tűnő, halk dallammal zárul a tétel.
3. Laideronnette, Impératrice des Pagodes („Csúnyácska, a pagodák császárnője”). Ez az a tétel, amely nem Perrault írásán, hanem kortársa, d’Aulnoy grófnő meséjén alapul. A történet hősnője a világszép hercegkisasszony, akit azonban elcsúfított egy boszorkány. A lány szomorúságában világgá megy, és a mesebeli apró emberkék (ők a „pagodák”) országában talál menedéket. A mese végén Laideronnette visszanyeri szépségét, és egy daliás herceg is eljön érte, de ez nem része a zenének. Annak ellenére, hogy a pagodák kis emberkék, mégis keleti a történet, ezért Ravel jellegzetes távol-keleti pentaton dallamot idéz fel (a zongorán ez a fekete billentyűkön szólal meg). Könnyed indulózene kíséri az emberkéket a császárné elé, majd a gőgös uralkodót a fafúvósok széles skálájú dallama mutatja be. A tétel további részében a lány és a pagodák vidáman táncolnak, a végén pedig visszatér az induló téma.
4. Les entretiens de la Belle et de la Bête („A Szépség és a Szörnyeteg párbeszéde”). Ravel a Szépséget könnyed keringő-muzsikával idézi fel, majd megtorpan a zene, amikor észreveszi a Szörnyet, akit félelmet keltő kontrafagott dallam jelképez. A lány dallam a klarinéton szólal meg, s a két dallam előbb felváltva szólal meg, majd lassan összesimul, hogy a tétel végén egyetlen szólammá egyesüljön – megtörtént a csodás átváltozás. Ravel gyönyörűen festi le hangjegyekkel a két szereplő párbeszédét (amit a kotta tartalmaz is): „– Ha jó szívedet nézem, nem is talállak olyan csúnyának. – Bár úgy lenne! A szívem jó, de szörnyeteg vagyok. – Sok ember él a világon, aki szörnyűbb nálad. … – Szépség, hozzám jönnél feleségül? – Nem, ó szörnyeteg! … – Boldogan halok meg, mivel újra láthatlak. – Nem, kedves szörnyeteg, nem fogsz meghalni. Élni fogsz, és a férjem leszel. … A szörnyeteg eltűnt, és egy daliás herceg omlott a lány lába elé – szebb volt, mint Ámor maga.”
5. Le Jardin féerique („Tündérkert”). A záró tétel mintha az előző tétel boldog beteljesülését idézné. A Tündérkert vagy Tündérország az a hely, ahol mindenki megtalálja a boldogságát, és szeretetteljes békében élnek (gondolhatunk itt akár a János vitéz Tündérországára is). Halk dallam szólal meg a mély vonósokon, majd fokozatosan erősödve, de még mindig finoman folytatódik a zene. Végül a hárfa, cseleszta és harangjáték lírai csengő-bongásával zárul a Lúdanyó meséinek Tündérkert (Tündéri kert) tétele.[1][6][7]

## Hallgassuk meg
Ravel: Lúdanyó meséje, 1. tételét zongorán (Pavane de la Belle au Bois dormant – „Tánc Csipkerózsikáról”):